# خوشنام (ابهر)
خوشنام (ابهر)، روستایی از توابع بخش مرکزی شهرستان ابهر در استان زنجان ایران است.

## جمعیت
این روستا در دهستان دولت‌آباد قرار دارد و براساس سرشماری مرکز آمار ایران در سال ۱۳۸۵، جمعیت آن ۴۸۷ نفر (۱۰۰خانوار) بوده‌است.
روستای خوشنام در مجموعه روستاهایی با عنوان خمسه واقع شده که از یک طرف با قرقان و از طرفی با ابهر همسایه است.

## آثار باستانی
در روستای خوشنام مقبره ای قدیمی وجود دارد که معروف به امامزاده حسین می باشد که از عموزادگان و یاران امامزاده یعقوب می باشد و از اولاد امام موسی کاظم است.